# 프랑스 농구 연맹
프랑스 농구 연맹(프랑스어: Fédération française de basket-ball, FFBB)은 프랑스의 농구 종목 행정을 총괄하는 스포츠 행정 기구이다. 1932년에 설립되었으며 이듬해인 1933년 국제 농구 연맹(FIBA)에 가입했다. 프랑스 행정 구역별 농구 협회, 프랑스 리그, 국가대표팀을 관할하고 있으며 본부는 파리에 있다.